# Semuy
Semuy – miejscowość i gmina we Francji, w regionie Grand Est, w departamencie Ardeny.
Według danych na rok 1990 gminę zamieszkiwały 104 osoby, a gęstość zaludnienia wynosiła 26 osób/km².

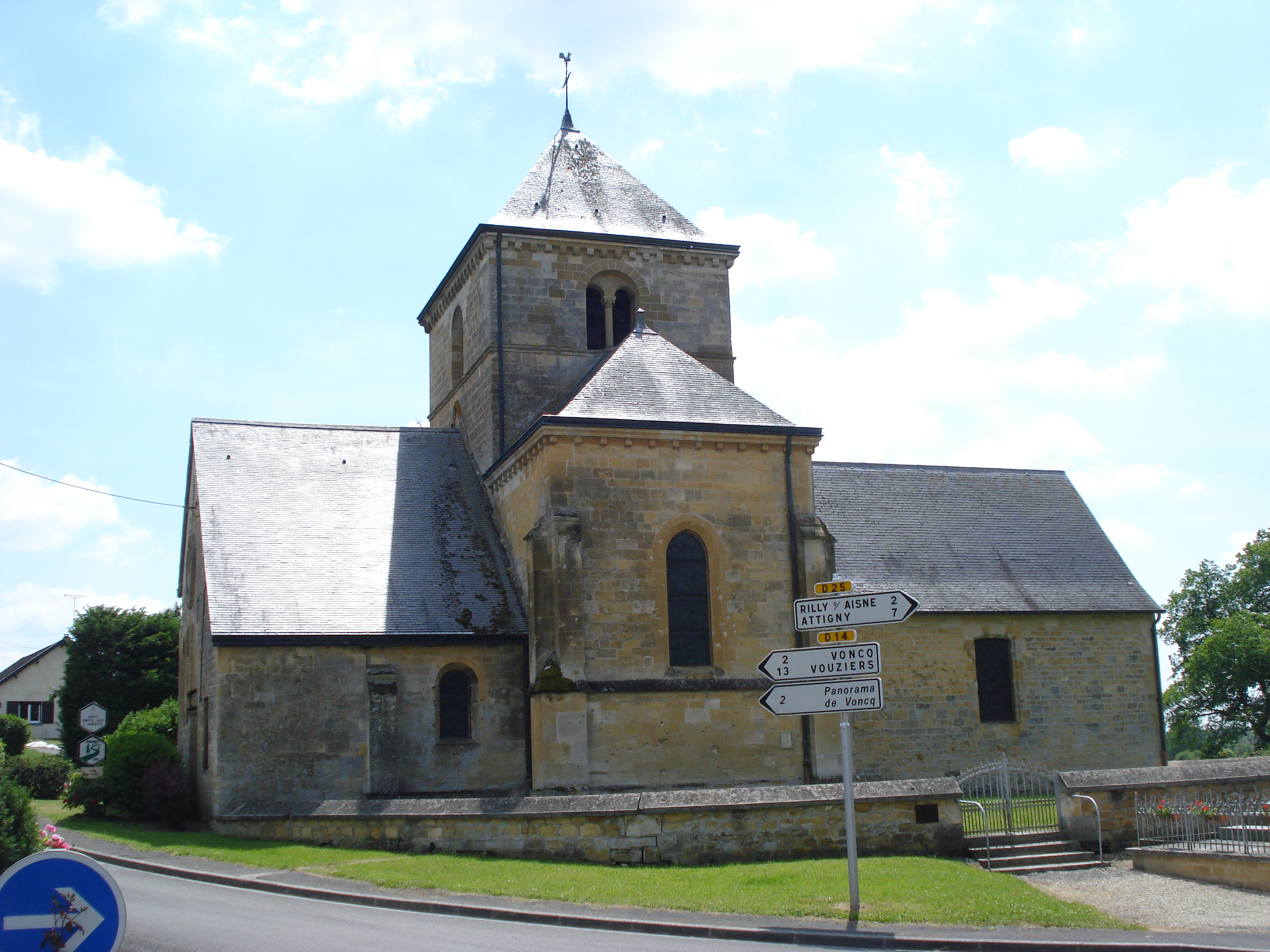
Kaplica w Semuy, 2009